# هوالکا هوالکا
هوالکا هوالکا (به اسپانیایی: Hualca Hualca) یک کوه و آتشفشان چینه‌ای در پرو است که در منطقه ارکیپا واقع شده‌است. هوالکا هوالکا ۶٬۰۲۵ متر بالاتر از سطح دریا واقع شده‌است.